# Björnliljesläktet
Björnliljesläktet (Xerophyllum) är ett växtsläkte i familjen stickmyrtenväxter med två arter från västra Nordamerika. De odlas ibland som trädgårdsväxter i Sverige.